# 文殊 (福井市)
文殊（もんじゅ）は、福井県福井市の地域。足羽ブロック(南東部)に属する。

## 人口
文殊には2024年1月1日現在2086人が住んでおり、世帯数は704世帯。そのうち男性が1008人、女性は1078人。